# Pinot Nero dell'Oltrepò Pavese
Il Pinot Nero dell'Oltrepò Pavese è un vino DOC rosso fermo, la cui produzione è consentita nella provincia di Pavia.
Il vitigno utilizzato per la sua produzione è il Pinot Nero in grande purezza (almeno il 95%), vinificato in rosso. Si noti che il Pinot Nero vinificato in bianco e rosato costituiscono tipologie della DOC Oltrepò Pavese.
Già considerato a sua volta una tipologia della DOC Oltrepò Pavese con il nome di Oltrepò Pavese Pinot Nero, con DM 03/08/2010 ha ottenuto la qualifica di DOC a sé stante.

## Caratteristiche sensoriali
- colore: rosso rubino anche scarico con possibili sfumature aranciate.
- all'olfatto: etereo, gradevole, caratteristico.
- al gusto: secco, morbido o pieno con retrogusto amarognolo, ma armonico.

## Produzione
Provincia, stagione, volume in ettolitri
- nessun dato disponibile